# 해운대 북극곰 축제
해운대 북극곰 축제는 부산일보가 주최하는 부산의 겨울축제이다. 한겨울에 바다에 맨몸으로 뛰어드는 수영대회가 행사의 핵심이다.

## 소개
겨울바다에서의 수영을 통해 한해의 건강을 기원하고 심신의 건강을 다지기 위해 해운대해수욕장 백사장에서 열리는 부산의 겨울축제이다. 
해운대 북극곰 축제는 1988년 서울 올림픽을 기념하기 위해 처음 열렸다. 
1988년 1월부터 웨스틴조선비치호텔 주최로 열리다가 CJ케이블넷을 거쳐 2009년부터 부산일보가 주최하고 있다. 
이후 2011년 영국 BBC방송이 겨울에 도전해볼 만한 이색 스포츠로 선정하는 등 우리나라 대표 겨울 축제로 자리 잡았다. 참가 대상은 국내외에 거주하는 한국인, 외국인 남녀노소 누구나 참가할 수 있다. 
2019년부터 범시민적 행사로 거듭나는 차원에서 축제 명칭이 '해운대 북극곰 수영축제'에서 '해운대 북극곰 축제'로 변경됐다.
'해운대 북극곰 축제' 하이라이트인 수영대회에는 5000여 명의 남녀노소가 겨울 바다에 뛰어들어 한겨울 추위를 즐긴다. 외국인도 많이 참여한다. 
해운대 백사장에는 이번 축제를 상징하는 대형 북극곰 조형물이 선보였고, 북극곰 살리기 캠페인(그린피스 홍보부스), 열기구 체험, 아이스버킷 챌린지 등 다양한 부대행사도 이어졌다.